# 巻左千夫
巻 左千夫（まき さちお、1948年 - ）は、日本の男性児童文学作家、イラストレーターである。

## 作品
- にゃんたんシリーズ（絵：岡田日出子）
- なぞなぞ あいうえおばけはなあに？
- ゴリラおとこ・ブタおとこ・ワニおとこ
- がんばれ！がんばれ！チェンジくん！